# 石戸谷豊
石戸谷 豊（いしとや ゆたか、1950年 - ）は、日本の弁護士。全国ジャパンライフ被害弁護団連絡会代表、国民生活センター消費者判例情報評価委員会委員、東京都消費生活対策審議会委員などを務める。日本弁護士連合会消費者問題対策委員会委員長、内閣府消費者委員会委員などを歴任。神奈川県弁護士会所属。
弁護士として消費者被害救済や被害防止のための制度改善に取り組む。主な共著書に『特定商取引法ハンドブック』『新・金融商品取引法ハンドブック』などがある。

## 略歴
1950年、青森県生まれ。1974年、東北大学法学部卒業。1976年、弁護士登録（神奈川県弁護士会、旧横浜弁護士会）。1979年、横浜市に港共同法律事務所を開設。日本弁護士連合会消費者問題対策委員会委員長（2002-2003年度）、第3期内閣府消費者委員会委員（2013年9月 - 2015年8月）、日本弁護士連合会・消費者行政一元化推進本部事務局長、国民生活審議会臨時委員、金融庁金融トラブル連絡調整協議会委員、産業構造審議会商品取引所分科会委員などを歴任。全国ジャパンライフ被害弁護団連絡会代表（2018年1月 - ）、国民生活センター消費者判例情報評価委員会委員、東京都消費生活対策審議会委員、鎌倉市消費生活委員会委員長、神奈川大学法学部非常勤講師（消費者法、2003年 -）などを務める。
2018年1月、ジャパンライフの被害者を支援するため、全国の弁護士で「全国ジャパンライフ被害弁護団連絡会」を立ち上げ、代表に就任した。この連絡会は債権者とともに東京地裁に破産申し立てを行い、ジャパンライフの破産開始決定に繋がった。ジャパンライフは、安倍首相から山口隆祥元会長宛てに届いたとされる2015年の「桜を見る会」招待状を勧誘に利用していた。石戸谷は2020年、記者会見で「どういう功績や功労で招待状を送ったのか理由を説明すべき」「ジャパンライフは加藤勝信官房長官の写真入り広告も利用していた」「招待状利用は官邸側の問題で、政治家が宣伝利用された経緯を明らかにすべき」などと訴えた。
2009年、国会で参考人として、消費者庁設置の必要性を訴えた。しかし2019年には消費者庁を批判した。その理由は、消費者庁が「預託商法」や「オーナー商法」などの消費者トラブルに対して、新たな法規制の検討を求められたものの、「現行法の執行強化」という消極的な対応しか示さなかったためである。石戸谷は、預託商法について「参入規制がなく、悪質業者による大型消費者被害が続発している」として、「厳格な登録要件に基づく登録制の導入が必要」と指摘した。2021年、預託法の大幅改正により、預託商法を原則禁止とし、勧誘・契約段階における事前確認という新たな審査制度が導入された。
YouTubeの「いしとやゴロゴロチャンネル」で「マルチ商法シリーズ」を連載している。

## 著書

### 共著
- 『訪問販売法ハンドブック』（日本評論社、1997年）
- 『ビッグバン時代の消費者問題と対策』（東洋経済新報社、1998年）
- 『実践 先物取引被害の救済』（民事法研究会、2000年）
- 『特定商取引法ハンドブック』（日本評論社、2001年）
- 『金融商品取引法ハンドブック』（日本評論社、2002年）
- 『特定商取引法ハンドブック（第2版）』（日本評論社、2003年）
- 『特定商取引法ハンドブック（第3版）』（日本評論社、2005年）
- 『新・金融商品取引法ハンドブック』（日本評論社、2006年）
- 『新・金融商品取引法ハンドブック（第2版）』（日本評論社、2008年）
- 『金融商品取引被害救済の手引き（第5版）』（民事法研究会、2008年）
- 『実践 先物取引被害の救済 全訂増補版』（民事法研究会、2009年）
- 『特定商取引法ハンドブック（第4版）』（日本評論社、2010年）
- 『新・金融商品取引法ハンドブック（第3版）』（日本評論社、2011年）
- 『先物取引被害救済の手引き（第10版）』（民事法研究会、2012年）
- 『特定商取引法ハンドブック（第5版）』（日本評論社、2014年）
- 『Ｑ＆Ａ高齢社会の消費者トラブル』（日本加除出版、2014年）
- 『新・金融商品取引法ハンドブック（第4版）』（日本評論社、2018年）
- 『特定商取引法ハンドブック（第6版）』（日本評論社、2019年）
- 『ストップ!!国政の私物化: 森友・加計、桜、学術会議の疑惑を究明する』（上脇博之、阪口徳雄、前川喜平、小野寺義象、石戸谷豊、岡田正則、松宮孝明 共著、あけび書房、2021年4月） ISBN 9784871541886。

### 寄稿
- 『国民生活研究』49巻2号「消費者庁と消費者委員会の誕生（上）―消費者庁関連3法の成立―」（国民生活センター、2009.9, p.9）
- 『消費者法ニュース』86号「消費者庁・消費者委員会・国民生活センターの行方」（信山社出版、2011.1, p.12）
- 『現代消費者法』39号、41号、42号「ジャパンライフ事件が投げかけた問題」を連載（民事法研究会、2018-2019）[5]

ほか